# Кубрак, Иван Иванович
Иван Иванович Кубрак (укр. Іван Іванович Кубрак; 6 ноября 1913 года — 18 ноября 1991 года, Константиновка, Донецкая область, Украина) — овощевод, директор совхоза «Берестовой» Константиновского района Донецкой области, Украинская ССР. Герой Социалистического Труда (1966).

## Биография
Родился 6 ноября 1913 года. С 1932 года работал зоотехником в совхозе «Берестовой» Константиновского района. После начала Великой Отечественной войны руководил эвакуацией совхоза. 
Был призван на фронт. Воевал в составе 6 полевой армии Юго-Западного фронта. Получил ранение. После лечения в госпитале продолжил воевать в составе Воронежского фронта.
После демобилизации в октябре 1945 года возвратился в родной совхоз, занимался его восстановлением. 
В 1953 году назначен директором совхоза «Берестовой», который к тому времени был подсобным хозяйством металлургического завода имени Фрунзе. Руководил этим предприятием до 1980 года. Построил тепличный комбинат и консервный цех. Совхоз «Берестовой» на протяжении трёх десятилетий был одним из передовых сельскохозяйственных предприятий СССР. 25 лет подряд совхоз участвовал во Всесоюзной выставке ВДНХ.
В 1966 году удостоен звания Героя Социалистического Труда.
Скончался в 1991 года. Похоронен в Константиновке.

## Награды
- Герой Социалистического Труда — указом Президиума Верховного Совета СССР от 30 апреля 1966 года
- Орден Ленина
- Почётный гражданин города Константиновка (30.09.1970[1])